# デウス
デウス（deus, Deus）は、ラテン語（およびポルトガル語・カタルーニャ語・ガリシア語）で神を表す言葉。この語形は男性単数主格であり、厳密には1柱の男神を表す。「デーウス」と発音されることもあるが、ラテン語本来の発音は「デウス」である。

## 概要
古典期には男神一般を表す一般名詞 deus だった。ただし、古典ラテン語に小文字はなかったので、全て大文字の表記しかなかった。 
その後、ヨーロッパでキリスト教が広まり、ヨーロッパでは学問の言葉などとしてラテン語が用いられており、ただひとつの神（ヤハウェ）を指すのには、大文字で始まる固有名詞 のDeus と表記するようになった。なお、この使い分けは、英語にも継承されており、英語でも一文字目を小文字か大文字で書き分け、 god/God とする。日本語の文字には大文字小文字といった区別が無いので、日本語へ翻訳する時にはdeus も Deus も「神」と訳している。
日本では戦国時代末期、キリシタンの時代に、キリスト教のDeusを日本語で呼ぶにはそれを音写し、「でうす」や「デウス」と表記された。

## 語源論
インド・ヨーロッパ祖語の *dyēus 「天空、輝き」に由来する。*dyēus （ディヤウス）はプロト・インド・ヨーロッパ人の多神教の最高神であり、ギリシア語のゼウスやラテン語のdeus、サンスクリットのデーヴァ、古ノルド語のテュール等の語源となった。また「父なる」という添え名を付した形 *dyēus ph₂ter は *Pltwih₂ Mh₂ter 「大地母神」と対をなす呼称で、ラテン語のユーピテルの源となった。
デウスは、ロマンス諸語の単語、たとえばフランス語の dieu、イタリア語の dio、スペイン語の dios、ポルトガル語の deus などを生んだ。英語の deity や divine も、デウスと同根のラテン語の単語に由来する。
デウスは男性単数形であり、女性形（女神）はデア dea、男性複数形（男神たち、あるいは男女混ざった神々）はデイー deī またはディー dī、女性複数形（女神たち）はデアエ（古典語ではデアイ）deae となる。また、これらはいずれも主格の語形であり、実際のラテン語の文章においては格変化による様々な形をとる（ラテン語の文法#格変化 (declinatio)を参照）。
上記のようにデウスとギリシャ神話のゼウスは語源を同じくしているが、多神教における主神であり、人間の姿を持って好色な性格や逸話を多く持つゼウスは、一神教で偶像を禁じるキリスト教からは全く相入れない異教神である。

## 日本のカトリックにおけるデウス
フランシスコ・ザビエルは来日前、日本人のヤジロウとの問答を通してキリスト教の「Deus」を日本語に訳す場合、大日如来に由来する「大日」（だいにち）を用いるのがふさわしいと考えた。しかし、これはヤジロウの仏教理解の未熟さによるもので、後に「大日」という語を用いる弊害のほうが大きいことに気づかされることになる。1549年に来日したザビエルたちが、「大日を拝みなさい」と呼びかけると僧侶たちは仏教の一派だと思い、歓迎したといわれている。
やがてザビエルはキリスト教の「Deus」をあらわすのに「大日」という言葉を使うのはふさわしくないことに気づき、ラテン語Deusをそのまま用い、「でうす」や「デウス」とすることにした。「大日を拝んではなりません。デウスを拝みなさい」とザビエルたちが急に言い出したため、僧侶たちも驚いたという。
その後、宣教師たちや日本人キリスト教徒たちの研究によって「デウス」の訳語としていくつかのものが考えられた。それらは「天帝」「天主」「天道」などであり（語源的には「天部」である）、「デウス」と併用して用いられた。彼らは「神」という言葉は日本の多神教的神を表すもので、自然や動物、人間にすら当てはめられる言葉なのでDeusの訳語にふさわしくないと考えていた。もっとも、もともとラテン語の「deus」は、古代ローマ時代において、古代ローマや古代ギリシア、ケルト、ゲルマン、古代エジプトなどにおける多神教の神々を表す言葉であり、一部のローマ皇帝、つまり人間が「deus」に列せられる事もあった。ヨーロッパにおいて、ラテン語の「deus」が、多神教の神々を意味する「deus」から、キリスト教の唯一神を意味する「Deus」へと意味が変わったこと、そして、世界各地の言語において、「Deus」が現地語で「神」を意味する単語で訳されてきたことを踏まえれば、戦国時代において、日本語の「神」を、キリスト教の「Deus」の訳として使うことも可能だったはずである。だが、16世紀のヨーロッパでは、ラテン語の「Deus」といえば、キリスト教の唯一神のことを、専ら意味しており、古代ローマ時代における、多神教の神々、という本来の意味は軽視されていた。そのような状況を踏まえれば、結局、当時のキリシタンたちは、唯一神を呼ぶにあたって、「デウス」か「でうす」、「天帝」「天主」「天道」という呼び名を使わざるを得なかったのである。
明治以降に漢文訳聖書の影響を受けた日本語訳聖書がキリスト教のDeusを「神」と翻訳し、日本の正教会・カトリック教会・プロテスタントのいずれにおいても、これが今に至るまで定着している。